# Алишер
Алише́р (перс. علیشیر‎) — имя смешанного арабо-персидского происхождения, носителями которого являются, главным образом шииты неарабского происхождения.
Распространённое имя у казахов. 

## Происхождение и значение имени
Первая часть имени, «Али» — в переводе с арабского означает «высокий», «возвышенный».
Вторая составляющая имени «шер» в переводе с фарси значит «лев или тигр». Лев символизирует силу и власть.
Имя Алишер означает, таким образом, Лев Али (сподвижника Мухаммеда).
Иногда считается, что полная форма имени звучит как Али-шер-э-хода и в переводе означает Али — лев (тигр) Бога.